# Marcin Starzak
Marcin Starzak (* 20. Oktober 1985 in Krakau) ist ein ehemaliger polnischer Leichtathlet, der sich auf den Weitsprung spezialisiert hat. Seinen größten sportlichen Erfolg feierte er mit dem Gewinn der Bronzemedaille bei den Halleneuropameisterschaften 2009 in Turin.

## Sportliche Laufbahn
Erste internationale Erfahrungen sammelte Marcin Starzak im Jahr 2003, als er bei den Junioreneuropameisterschaften in Tampere mit einer Weite von 7,23 m den zehnten Platz belegte. 2005 schied er bei den Halleneuropameisterschaften in Madrid mit 7,74 m in der Qualifikationsrunde aus und im Juli belegte er bei den U23-Europameisterschaften in Erfurt mit 7,77 m den sechsten Platz. Im Jahr darauf verpasste er bei den Europameisterschaften in Göteborg mit 7,73 m den Finaleinzug und 2007 belegte er bei den Halleneuropameisterschaften in Birmingham mit 7,88 m ebenfalls den sechsten Platz. Im August schied er bei den Sommer-Universiade in Bangkok mit 7,60 m in der Vorrunde aus, ehe er auch bei den Weltmeisterschaften in Osaka mit 7,92 m in der Qualifikationsrunde ausschied. Im Jahr darauf gelangte er bei den Hallenweltmeisterschaften in Valencia mit 7,74 m auf den siebten Platz und im Sommer kam er bei den Olympischen Sommerspielen in Peking mit 7,62 m nicht über die Vorrunde hinaus. 2009 gewann er bei den Halleneuropameisterschaften in Turin mit 8,18 m die Bronzemedaille hinter den Deutschen Sebastian Bayer und Nils Winter und im Juli sicherte er sich bei den Studentenweltspielen in Belgrad mit 8,10 m die Bronzemedaille hinter dem Südkoreaner Kim Deok-hyeon und Ndiss Kaba Badji aus dem Senegal. 2015 beendete er dann seine aktive sportliche Karriere im Alter von 30 Jahren.
In den Jahren von 2006 bis 2008 und 2010 wurde Starzak polnischer Meister im Weitsprung im Freien sowie von 2006 bis 2010 und 2012 in der Halle.